# Laterano (mitología)

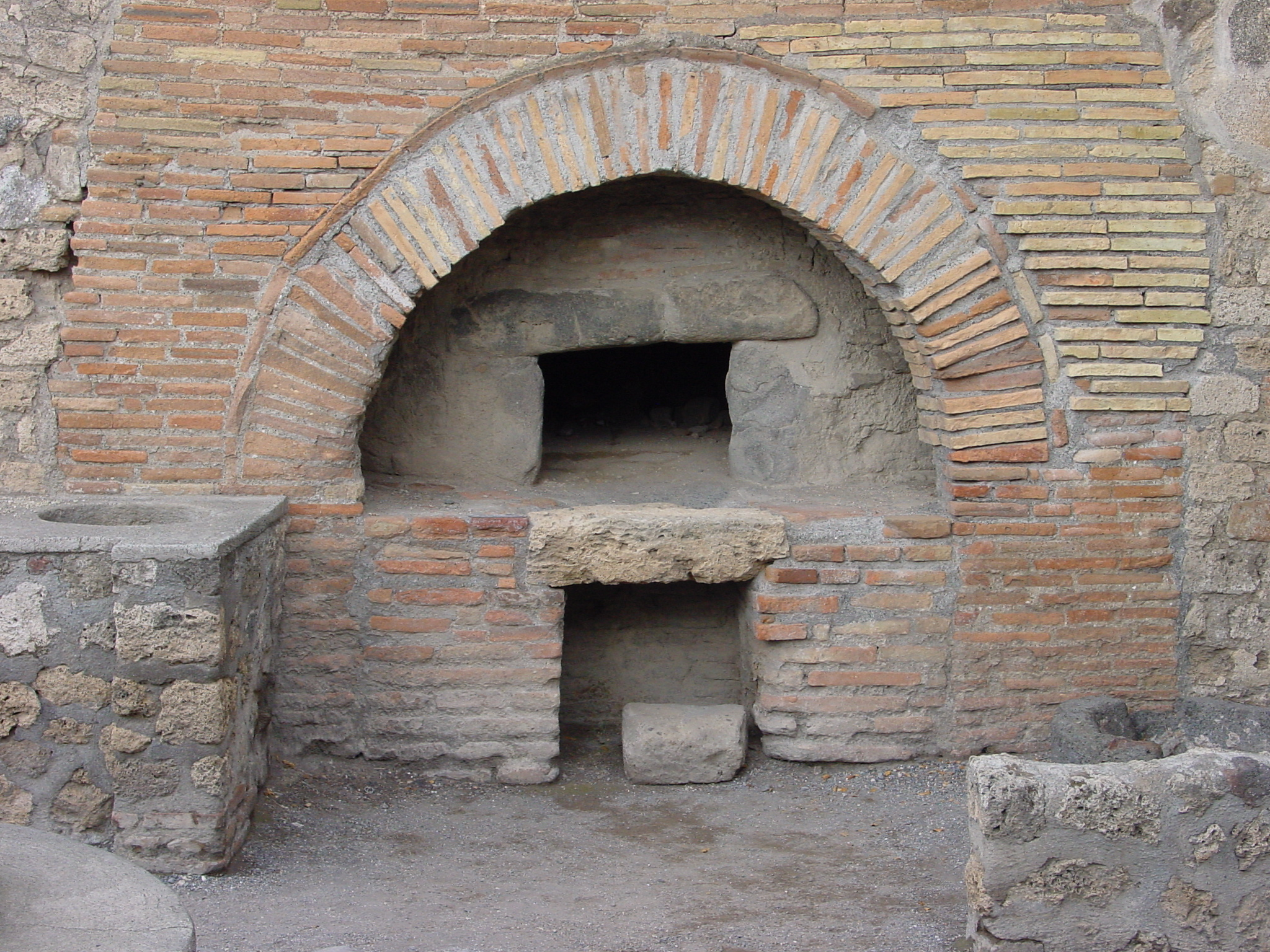
Ruinas de un horno de ladrillo de Pompeya.

Laterano (latín: Lateranus) es un antiguo dios menor romano, protector de los hogares (foci) y genio de los hornos de ladrillo, según un pasaje satírico del escritor cristiano Arnobio:

Letrano, como tú dices, es el dios y genio de los hogares, y recibió este nombre porque los hombres construyen esa especie de chimeneas con ladrillos sin cocer. ¿Entonces que? Si los hogares fueran de barro cocido o de cualquier otra materia, ¿no tendrían genios? ¿Y Leterano, quienquiera que sea, abandonará su deber de guardián porque el reino que posee no ha sido formado de arcilla? ¿Y con qué fin, pregunto, ha recibido ese dios el encargo de los hogares? Corre por las cocinas de los hombres, examinando y descubriendo con qué clases de leña se produce el calor de sus fuegos; él da fuerza a las vasijas de barro, para que no vuelen en pedazos, vencidos por la violencia de las llamas; ve que el sabor de las delicias vírgenes llega al paladar con su propio agrado, hace el papel de catador y comprueba si las salsas han sido bien preparadas.

El nombre Laterano deriva de la raíz latina later- que significa "ladrillo", como en opus latericium, un tipo de módulo constructivo. Con el ladrillo se construían espacios protectores, el fundamento del hogar, y con la tutela del dios, se garantizaba doblemente su protección. 
Ningún otro escritor antiguo menciona a este dios. El especialista en mitología, Wilhelm Heinrich Roscher sitúa a Laterano entre los indigitamenta, listas de deidades conservadas por el Colegio de pontífices para garantizar que se invocaban los nombres divinos correctos en las oraciones públicas.